# Acadèmia Sínica
L'Academia Sinica, amb seu a Nangang, Taipei, és l'acadèmia nacional de la República de la Xina (Taiwan).Fundada a Nanquín, l'acadèmia dona suport a activitats de recerca en una gran varietat de disciplines, que van des de les ciències matemàtiques i físiques fins a les ciències de la vida i les humanitats i les ciències socials.Com a institut educatiu, ofereix formació i beques de doctorat a través del seu programa de postgrau internacional de Taiwan en anglès en biologia, agricultura, química, física, informàtica i ciències de la terra i del medi ambient. L'Acadèmia Sínica ocupa el lloc 144 a l'Índex de publicacions de Nature 2014 Global Top 200 i el 18è a les institucions de recerca més innovadores del món de Reuters de 2019. Des del 2016, el seu president és James C.Liao, expert en enginyeria metabòlica, biologia de sistemes i biologia sintètica.

## Història
L'Acadèmia Sínica, que significa "Acadèmia Xinesa", va ser fundada l'any 1928 a Nanquín, llavors capital de la República de la Xina, amb la seva primera reunió celebrada a Xangai.Al desembre de 1948, els catorze instituts de l'Acadèmia Sinica havien acordat traslladar-se de Nanquín a Taiwan juntament amb altres institucions del govern de la República de la Xina com a resultat de la Guerra Civil Xinesa.Al final, només l'Institut d'Història i Filologia de l'Acadèmia Sinica es va traslladar a Taiwan, perquè el cap de l'Institut de Matemàtiques, Jiang Lifu, va renunciar al seu càrrec el juny de 1949 i mai va viatjar a Taiwan.
Dels 81 becaris de recerca inaugurals nomenats per l'Acadèmia Sinica abans del seu trasllat, nou van creuar l'estret de Taiwan. La institució tenia pocs fons monetaris i va reobrir amb l'Institut d'Història i Filologia el desembre de 1954.El mateix any, el seu campus principal es va construir a Nangang, Taipei.A causa de la importància de l'agricultura per a l'economia de Taiwan, es van fer esforços per reviure l'Institut de Botànica. L'any 1957 es va celebrar la segona convocatòria de l'Acadèmia Sínica.Al mateix temps, la part continental de l'Acadèmia Sinica va continuar funcionant sota el domini comunista i va ser rebatejada com a Acadèmia Xinesa de Ciències als anys vuitanta.
A la dècada del 2000 es van establir molts dels instituts i centres de recerca actuals, en part per la reorganització dels antics.El primer programa de doctorat de l'Acadèmia Sinica, el Taiwan International Graduate Program, es va inaugurar el 2006.

## Missió
Com a institució de recerca acadèmica preeminent a Taiwan, l'Acadèmia Sinica depèn directament de l'oficina presidencial, a diferència d'altres instituts de recerca patrocinats pel govern que són responsables dels ministeris de Yuan executiu pertinents.Així, AS gaudeix d'autonomia per formular els seus propis objectius de recerca.A més de la recerca acadèmica sobre diferents matèries de ciències i humanitats, entre les seves principals tasques també hi ha la d'oferir directrius, canals de coordinació i incentius per tal d'elevar el nivell acadèmic del país.

## Presidents
- Cai Yuanpei (1928-1940)
- Chu Chia-Hua (Actuació, 1940–1957)
- Hu Shih (1958–1962)
- Wang Shih-Chieh (1962–1970)
- Chien Shih-Liang (1970–1983)
- Wu Ta-You (1983–1994)
- Yuan T.Lee (1994–2006)
- Chi-Huey Wong (2006-2016)
- James C.Liao (2016–)

## Acadèmics
Els acadèmics són elegits anualment, amb candidatures obertes al juliol i finalitzant a l'octubre.Els resultats de les eleccions als acadèmics s'anuncien públicament el juliol de l'any següent.L'elecció a l'acadèmia es considera un honor nacional a Taiwan.Fins a la 34a convocatòria d'acadèmics el 2022, qualsevol científic d'ascendència xinesa podia ser escollit membre de l'Acadèmia Sinica.A partir del 2023, les eleccions es restringiran als ciutadans de la República de la Xina .Aquest canvi va portar a l'Acadèmia Sinica a discutir la classificació formal dels membres no taiwanesos com a membres honoraris o estrangers.Aquest sistema de classificació requeriria modificacions a la Llei orgànica de l'Acadèmia Sínica.Un grup d'acadèmics va proposar que la pertinença es restringís encara més als titulars del passaport de Taiwan o de la targeta d'identificació nacional.

### Acadèmics que són premis Nobel
- Yuan T.Lee (química 1986)
- Steven Chu (física 1997)
- Daniel C.Tsui (física 1998)

## Campus

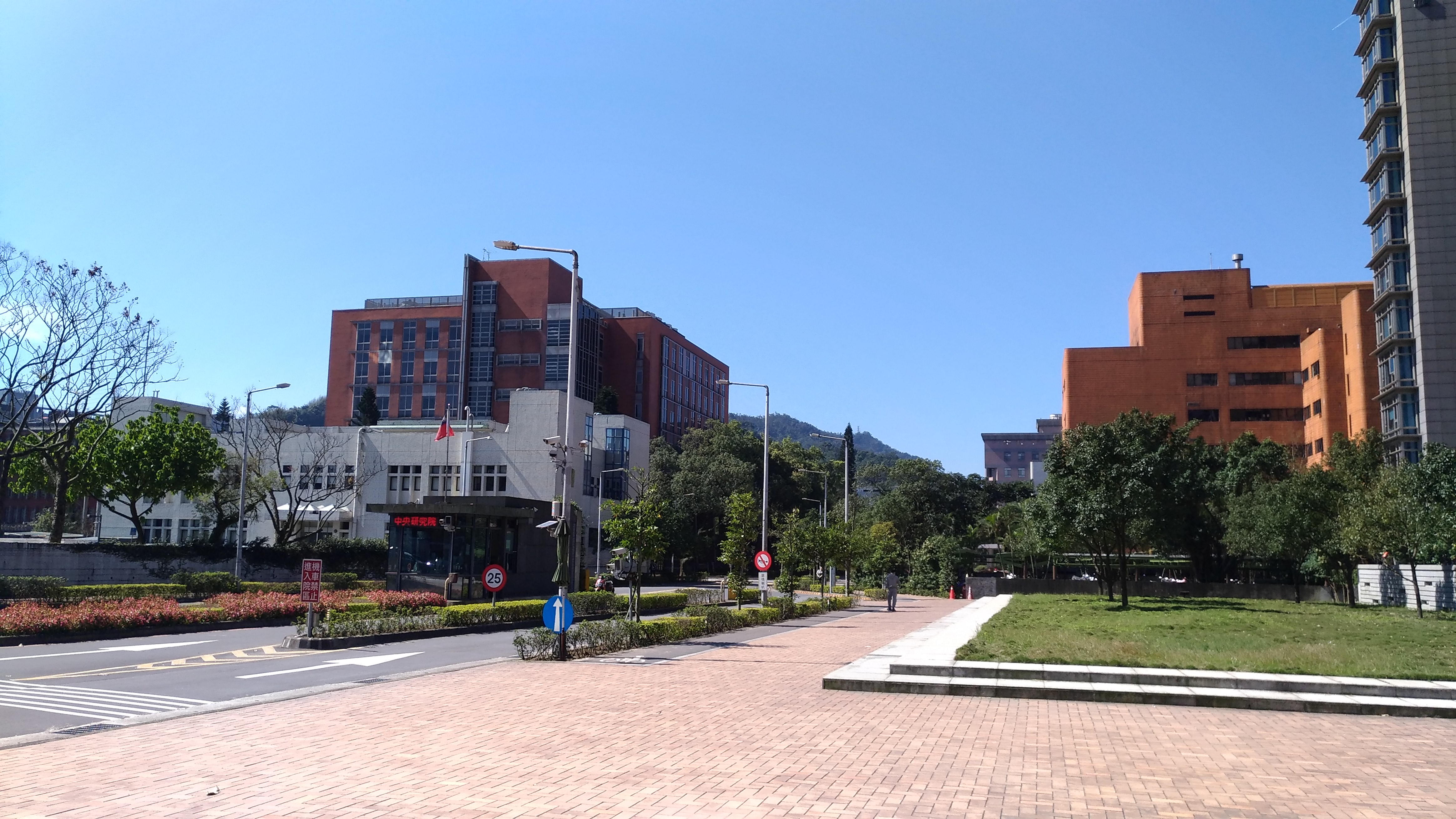
Entrada principal

### Campus principal
El campus principal de Jiuzhuang, Nangang es va construir el 1954.A més de l'Oficina Central d'Administració i 28 instituts i centres de recerca, el campus principal té 10 museus o sales commemoratives obertes al públic, així com un estany ecològic, un parc forestal, un temple Tudigong (Temple Fude福德宮), i Sifen Creek (四分溪), que recorre el campus i al nord pel Parc Nacional de Recerca Biotecnològica.

### Parc Nacional de Recerca Biotecnològica
El Parc Nacional de Recerca en Biotecnologia, acabat l'any 2017 i inaugurat l'octubre de 2018 per Tsai Ing-wen, es troba a uns 500 m al nord del campus principal i 500 m al sud del Nankang Software Park, amb l'estació de Nangang a l'oest i l'estació de l'MRT del Taipei Nangang Exhibition Center a l'est. Alberga quatre centres de l'Acadèmia Sínica per al servei de medicina translacional, innovació, incubació i bioinformàtica, així com el Centre de Desenvolupament de Biotecnologia del Ministeri d'Afers Econòmics, l'Administració d'Aliments i Medicaments del Ministeri de Salut i Benestar i el Centre Nacional de Desenvolupament de Biotecnologia.Centre d'Animals de Laboratori del Ministeri de Ciència i Tecnologia.

### Campus principal de la Universitat Nacional de Taiwan
Tres instituts de ciències físiques, Matemàtiques, Astronomia i Ciències Atòmiques i Moleculars, es troben al campus principal de la Universitat Nacional de Taiwan a Gongguan, Daan, Taipei.L'any 2014 es va establir una oficina conjunta entre les dues institucions.

### Campus Sud
Un campus a la Shalun Smart Green Energy Science City, prop de l'estació de ferrocarril d'alta velocitat de Tainan, districte de Guiren, Tainan, està en construcció. La cerimònia inaugural va tenir lloc el maig de 2018 després de set anys de planificació. El Campus Sud forma part d'un esforç per promoure l'equilibri regional en el panorama acadèmic de Taiwan i prioritzarà la investigació sobre biotecnologia agrícola, desenvolupament sostenible i arqueologia de la història i la cultura primerenca de Taiwan.

## Revistes associades a l'Acadèmia Sinica
Actualment l'Acadèmia Sinica patrocina les següents revistes:
- Botanical Studies
- Zoological Studies
- Language and Linguistics
- Statistica Sinica
- Academia Sinica Law Journal
- Taiwan Journal of Anthropology
- Academia Economic Papers
- Bulletin of the Institute of Modern History, Academia Sinica
- Journal of Social Sciences and Philosophy